# Jurij Trofimow (kolarz)
Jurij Wiktorowicz Trofimow (ros. Юрий Викторович Трофимов, ur. 26 stycznia 1984 w Igrze, w Udmurcji) – rosyjski kolarz górski i szosowy, dwukrotny medalista mistrzostw świata i Europy MTB. Zawodnik profesjonalnej drużyny Radio Popular Boavista.

## Kariera
Pierwszy sukces w karierze Jurij Trofimow osiągnął w 2002 roku, kiedy zdobył srebrny medal wśród juniorów na mistrzostwach świata MTB w Kaprun. Dwa lata później w tej samej kategorii wiekowej zdobył brązowy medal na mistrzostwach Europy w Zurychu. W tym samym roku wziął udział w igrzyskach olimpijskich w Atenach, gdzie rywalizację w cross-country zakończył na 27. miejscu. Na rozgrywanych cztery lata później igrzyskach w Pekinie w tej samej konkurencji zajął 41. pozycję. W międzyczasie zdobył dwa medale w kategorii U-23: złoty na mistrzostwach świata MTB w Livigno oraz brązowy na mistrzostwach Europy w Kluisbergen. Od 2008 roku startuje wyłącznie na szosie. Jego największymi osiągnięciami są zwycięstwa w Paris-Troyes w latach 2006 i 2007, Roue tourangelle w 2007 roku i Étoile de Bessèges w 2008 roku.

## Najważniejsze osiągnięcia

### kolarstwo górskie
2002
- 3. miejsce w mistrzostwach Europy (do lat 19, MTB)
- 2. miejsce w mistrzostwach świata (do lat 19, MTB)

2005
- 1. miejsce w mistrzostwach świata (do lat 23, MTB)
- 1. miejsce w mistrzostwach Rosji (MTB)
- 3. miejsce w mistrzostwach Europy (do lat 23, MTB)

### kolarstwo szosowe
2006
- 1. miejsce w Paris–Troyes

2007
- 1. miejsce w La Roue Tourangelle
- 1. miejsce w Paris–Troyes
- 3. miejsce w mistrzostwach Rosji (start wspólny)

2008
- 1. miejsce w Étoile de Bessèges
  - 1. miejsce na 3. etapie
- 1. miejsce na 5. etapie Critérium du Dauphiné Libéré

2009
- 3. miejsce w Grand Prix d'Ouverture La Marseillaise
- 3. miejsce w Étoile de Bessèges
- 9. miejsce w Paryż-Nicea
- 1. miejsce na 2. etapie Vuelta al País Vasco
- 2. miejsce w mistrzostwach Rosji (start wspólny)

2013
- 13. miejsce w Giro d’Italia

2014
- 8. miejsce w Vuelta al País Vasco
- 1. miejsce na 4. etapie Critérium du Dauphiné

2015
- 10. miejsce w Giro d'Italia
- 1. miejsce w mistrzostwach Rosji (start wspólny)

2017
- 1. miejsce w Five Rings of Moscow